# Gertschanapis shantzi
Gertschanapis shantzi är en spindelart som först beskrevs av Willis J. Gertsch 1960.  Gertschanapis shantzi ingår i släktet Gertschanapis och familjen Anapidae. Inga underarter finns listade i Catalogue of Life.